# 高村勝治
高村 勝治（たかむら かつじ、1916年10月9日 - 2009年4月3日）は、日本のアメリカ文学者、翻訳家。筑波大学名誉教授。専門はアーネスト・ヘミングウェイで、第二次世界大戦後のアメリカ文学研究の開拓者の一人だった。

## 生涯
石川県生まれ。1940年東京文理科大学卒業、1941年同大学院中退、助手。1946年東京高等師範学校助教授、1948年教授、1949年東京文理科大講師、東京教育大学助教授、1962年「「ローストジェナレーション」研究」で文学博士、1964年教授、移転に伴い筑波大学教授、1980年定年退官、名誉教授、共立女子大学教授。
1990年、勲三等旭日中綬章受勲。

## 著書
- 『現代アメリカ小説』（オリオン社） 1949
- 『現代アメリカ小説序論』（研究社出版） 1954
- 『ヘミングウェイ』（研究社出版） 1955
- 『英米文學』（通信教育大学講座） 1966

## 編著
- 『英米現代詩の鑑賞』（安藤一郎共著、研究社出版） 1956
- 『二十世紀アメリカ小説の技巧』（編、南雲堂） 1959
- 『解明基礎英文解釈』（北條和明共著、文英堂、シグマ・ベスト） 1968
- 『アメリカ小説の展開』（岩元巌共編、松柏社） 1977

## 翻訳
- 『アメリカの現代小説』（フレデリック・J・ホフマン、大橋健三郎共訳、評論社） 1955
- 『慕情 イーサン・フローム』（イーディス・ウォートン、時事通信社） 1956 /「現代アメリカ文学全集」荒地出版社 1958
- 『楽園のこちら側』（F・スコット・フィッツジェラルド、荒地出版社、現代アメリカ文学全集） 1957
- 『ベアトリスの死』（マーテン・カンバランド、東京創元社） 1958
- 『現代文学の焦点 英米小説を中心として』（フランシス・ブラウン編、小林健治・高本捨三郎共訳、評論社） 1959
- 『かがやく明けの星 / 宗教教育』（リチャード・ライト / ロバート・ペン・ウォーレン、小林健治・橋口保夫共訳、南雲堂） 1960
- 『白鯨』（メルヴィル、旺文社文庫 上下） 1973
- 『フラニー / ズーイー』（サリンジャー、講談社文庫） 1979

### アーネスト・ヘミングウェイ
- 『武器よさらば』（ヘミングウェイ、河出書房、世界文学全集） 1955、のち講談社文庫
- 『日はまた昇る』（ヘミングウェイ、三笠書房、ヘミングウエイ全集3） 1955、のち新版
- 『ヘミングウェイ傑作選』（ヘミングウェイ、大日本雄弁会講談社ミリオン・ブックス） 1957
- 『キリマンジャロの雪』（ヘミングウェイ、旺文社文庫） 1966
- 『女のいない男たち』（ヘミングウェイ、講談社文庫） 1977
- 『われらの時代に』（ヘミングウェイ、講談社文庫） 1977
- 『勝者には何もやるな』（ヘミングウェイ、講談社文庫） 1977